# 원주 제1야전군사령부 구 청사
원주 제1야전군사령부 구 청사는 대한민국 강원특별자치도 원주시 가현동에 있는 건축물이다. 2017년 12월 5일 대한민국의 국가등록문화재 제703호로 지정되었다.

## 개요
한국군의 주요조직이었던 1954년 완공된 제1야전군사령부의 역사를 보여줄 수 있는 의미와 가치를 지닌 건물로 중앙부 현관(porch)을 중심으로 마치 항공기 날개와 유사한 독특한 대칭적 외관을 구성하였고 콘크리트 테두리 보와 파라페트(parapet)를 과대화시켜 시각적으로 권위와 위엄을 잘 보여주는 건축물이다.

## 참고 자료
- 원주 제1야전군사령부 구 청사 - 국가유산청 국가유산포털